# Geldmuseum der Oesterreichischen Nationalbank
Das Geldmuseum der Oesterreichischen Nationalbank befindet sich im Hauptgebäude der Oesterreichischen Nationalbank am Otto-Wagner-Platz in Wien-Alsergrund. Das einzige Geldmuseum in Österreich beleuchtet mit seinen Ausstellungen die Themenbereiche Geld – Währung – Wirtschaft.

## Geschichte
1966 veranstaltete die Oesterreichische Nationalbank anlässlich ihres 150. Gründungstages eine Jubiläumsausstellung. Aus dieser keimte die Idee einer dauerhaften Ausstellung. In den 1980er Jahren wurden im Erdgeschoß des Hauptgebäudes zwei Schauräume eingerichtet, die einmal wöchentlich nachmittags öffentlich zugänglich waren. In traditioneller Kabinettsanordnung, streng chronologisch gegliedert wurden möglichst viele Objekte aus den Sammlungen präsentiert. Zusätzlich gab es vereinzelte von externen Fachleuten zusammengestellte Ausstellungen. 1999 beschloss man die Neuausrichtung des Schauraumes hin zu einem modernen Museumsbetrieb mit eigenem Fachpersonal. Nach einer mehrjährigen Planungs- und Umbauphase ging das Geldmuseum 2003 schließlich in seiner heutigen Form in Betrieb. Neben regelmäßigen Öffnungszeiten bietet es seither Führungen und Workshops für Gruppen an. Bei freiem Eintritt sind eine modernen museologischen Standards entsprechende Dauerausstellung zur österreichischen Geldgeschichte sowie wechselnde Sonderausstellungen zu besichtigen.
Besonderheiten des Museums sind ein Standardgoldbarren zum Anfassen und die derzeit größte europäische Goldmünze – eine 100.000-Euro-Goldbullionmünze „Wiener Philharmoniker“ mit einem Gewicht von 1.000 Unzen (ca. 31 kg).

## Sammlungen
Das Museum verfügt über eine umfangreiche geldgeschichtliche Sammlung mit rund 200.000 Objekten, die laufend ergänzt wird. Es gehört damit nach den Münzkabinetten des Kunsthistorischen Museums und des Grazer Landesmuseums Joanneum zu den größten numismatischen Sammlungen in Österreich. Den Sammlungsschwerpunkt bilden Objekte zur Geschichte des österreichischen Papiergeldes, wie Banknoten, Druckplatten, Zeichnungen und Entwürfe. Diese Bestände haben sich zum Großteil während der knapp 200-jährigen Unternehmensgeschichte der Oesterreichischen Nationalbank in verschiedenen Abteilungen des Hauses erhalten und wurden Ende der 1990er Jahre in einer Sammlung zusammengefasst. Zu den Höhepunkten dieses Sammlungsteiles gehören u. a. Banknotenentwürfe von Peter Fendi, Gustav Klimt, Franz Matsch und Kolo Moser sowie zwei Nationalbankaktien aus dem Besitz Ludwig van Beethovens. Archivalische Quellen zur Unternehmensgeschichte werden jedoch im Bankhistorischen Archiv verwahrt, das nicht Teil des Geldmuseums ist.
Neben den papiergeldbezogenen Sammlungen bildet die seit den späten 1950er Jahren aufgebaute Münzensammlung mit knapp 30.000 Objekten den zweiten großen Teilbereich. Auch hier liegt der Sammlungsschwerpunkt auf der österreichischen Geldgeschichte, wenngleich sich hier auch Münzen und alternative Zahlungsmittel (Kaurischnecken etc.) aus der ganzen Welt finden. Zu den ältesten Stücken zählen eine bronzezeitliche Knopfsichel (Gerätegeld) und ein lydischer 1/3 Stater des Königs Alyattes II. Besondere numismatische Raritäten sind der bislang nur in einem Exemplar überlieferte Judenburger Goldgulden Herzog Leopolds III. (1365–1386) und mehrere salzburgische Münzen. Allen voran einer der seltenen Rübentaler des Leonhard von Keutschach und einer von nur fünf bekannten Löwentalern des Hieronymus Colloredo. Einige geldgeschichtlich interessante Funde, sowie die als Dauerleihgabe ans Wiener Münzkabinett verliehene Sammlung Leypold (provinzialrömische Münzen) runden das Spektrum ab.